# Mongólia nos Jogos Olímpicos de Verão de 1972
A Mongólia competiu nos Jogos Olímpicos de Verão de 1972 em Munique, Alemanha Ocidental.

## Medalhistas

### Prata
- Khorloogiin Bayanmönkh — Lutas, Livre Peso pesado (90-100 kg)

## Resultados por Evento

### Atletismo
100 m masculino
- Enkhbaatar Bjambajav
  - Primeira Eliminatória— 10.93s (→ não avançou)

### Boxe
Peso Mosca-ligeiro(– 48 kg)
- Vandui Batbayar
  - Primeira Rodada — Perdeu paraHéctor Velasquez (CHL), 0:5

Peso Meio-médio ligeiro (– 71 kg)
- Namchal Tsendaiush
  - Primeira Rodada — Bye
  - Segunda Rodada — Perdeu para Jae Keun-Lim (KOR), 2:3

### Tiro com arco
Na primeira competição de Tiro com arco nas Olimpíadas da Era Moderna, a Mongólia entrou com 1 arqueiro e 2 arqueiras. Sua competidora melhor classificada foi Natjav Dariimaa, que ficou em 14º lugar na competição feminina.
Competição Individual feminina
- Natjav Dariimaa — 2341 pontos (→ 14º lugar)
- Doljin Demberel — 2152 pontos (→ 36º lugar)

Competição Individual masculin
- Galsan Biambaa — 2253 pontos (→ 43º lugar)